# Jelena Wladimirowna Romanowa

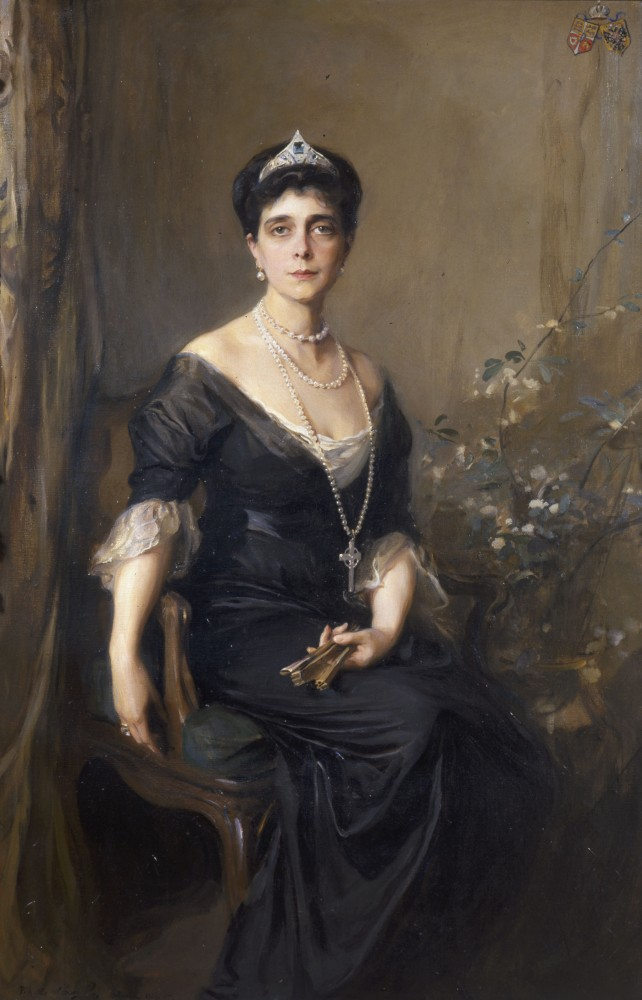
Philip Alexius de László: Großfürstin Jelena Wladimirowna Romanowa, Öl auf Leinwand, 1914

Jelena Wladimirowna Romanowa, Großfürstin von Russland (russisch Елена Владимировна Романова, wiss. Transliteration Elena Vladimirovna Romanova; * 17. Januarjul. / 29. Januar 1882greg. in Zarskoje Selo; † 13. März 1957 in Athen) war durch Heirat Prinzessin von Griechenland und Dänemark.

## Leben

### Kindheit und Jugend

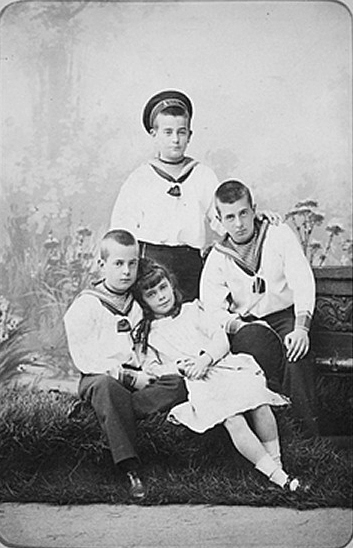
Großfürstin Jelena als Kind mit ihren Brüdern

Jelena war die einzige Tochter und jüngstes Kind des Großfürsten Wladimir Alexandrowitsch und seiner Frau Marie von Mecklenburg. Sie wurde nach ihrer Ur-urgroßmutter Helena Pawlowna Romanowa benannt. Innerhalb der Familie wurde sie Eleni oder Ellen genannt. Als Kind war sie oft sehr wild und mit einem heißen Temperament. Als Jelena vier Jahre alt war, stand sie vor einem Künstler Porträt. Während eines Wutanfalls griff sie einen Brieföffner und bedrohte damit den Maler. Ihre Mutter versuchte bewusst den Status ihrer Tochter zu erhöhen. Darüber schrieb die Kaiserinwitwe Maria Fjodorowna: „Armes kleines Ding! Ich fühle so sehr leid mit ihr! Sie ist wirklich sehr süß, aber eitel und ziemlich grandios!“
Da sie und ihre Brüder Kyrill, Boris und Andrei von einem englischen Kindermädchen erzogen wurden, war ihre erste Sprache nicht Russisch, sondern Englisch. Sie erhielt eine Bildung, die der damaligen Zeit entsprach und wurde zudem auch in Französisch unterrichtet.
In ihrer Jugend war Jelena am Zarenhof als „la belle Hélène“ bekannt. Sie hatte viele Verehrer, darunter auch Fürst Felix Felixowitsch Jussupow, den Drahtzieher bei der Ermordung Rasputins im Jahre 1916.

### Heirat und Nachkommen

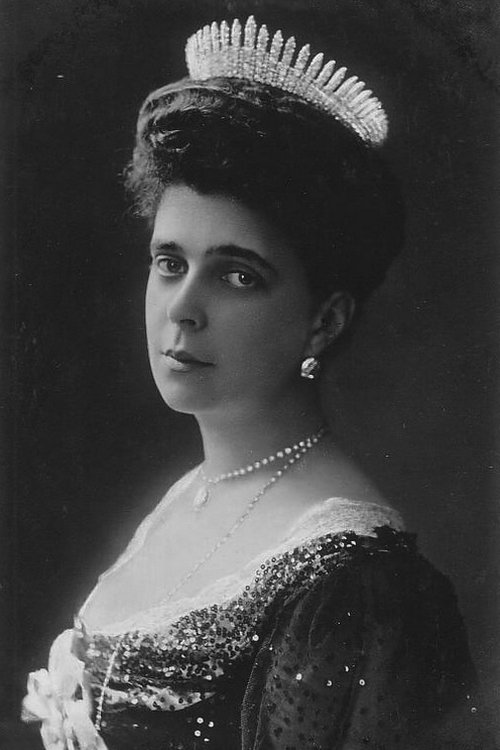
Großfürstin Jelena von Russland, Prinzessin von Griechenland

Sie war verheiratet mit Prinz Nikolaus von Griechenland. Ursprünglich war sie mit Prinz Max von Baden verlobt, die Ehe kam jedoch nicht zustande. Jelenas Mutter war darüber sehr erzürnt. 1900 bekundete jedoch Prinz Nikolaus von Griechenland sein Interesse an einer Heirat. Ihrer Mutter missfiel anfänglich die Verbindung ihrer Tochter mit einem jungen Prinzen, der kaum Aussichten auf den Thron hatte, stimmte jedoch am Ende einer Heirat zu. Diese fand am 29. August 1902 statt. Trotz ihres schwierigen Charakters verlief die Ehe glücklich.
Das Paar hatte drei Töchter:
- Prinzessin Olga von Griechenland und Dänemark (1903–1997); ⚭ Prinz Paul von Jugoslawien
- Prinzessin Elisabeth von Griechenland und Dänemark (1904–1955); ⚭ Graf Karl Theodor zu Toerring-Jettenbach, Graf zu Gutenzell, Freiherr von Seefeld
- Prinzessin Marina von Griechenland und Dänemark (1906–1968); ⚭ Prince George, 1. Duke of Kent

Die Revolutionen in Russland sowie Aufruhr in Griechenland zwangen die Familie vorerst ins Exil nach Frankreich, bevor sie 1936 wieder nach Griechenland zurückkehren konnte. Sie starb 1957 im Alter von 75 Jahren und wurde auf dem Königlichen Friedhof in Tatoi begraben.